# Stopwoord (bdsm)
Een stopwoord of stopteken bij seks of in een bdsm-spel is het door een van de sekspartners gebruikt woord of teken om aan te geven dat hij of zij zich niet comfortabel voelt in de gegeven situatie. Het stopwoord of signaal moet vooraf worden afgesproken. Zodra het teken wordt gegeven moet direct, zonder discussie, worden opgehouden met de handeling en eventueel gebruikte seksspeeltjes worden losgemaakt. Het afspreken van stoptekens kan het plezier tijdens de seks verhogen omdat men weet dat de ander aangeeft wanneer de seks niet meer plezierig is. Wanneer een persoon niet ingaat op een gegeven stopteken is sprake van machtsmisbruik en kan niet meer gesproken worden van seks met wederzijdse instemming, dat is in veel landen strafbaar. Is vooraf geen stopteken afgesproken, moet worden opgehouden bij gebruik van normale woorden als nee, stop of bij gillen. Hoofdregel is: beter tien keer te vaak ophouden als een keer te weinig.
In de bdsm zal een verantwoorde dominante persoon ("dom") altijd ingaan op de stopwoorden teneinde het vertrouwen van de sub te kunnen behouden. Door het gebruik van stopwoorden kan de sub verder de volledige controle overgeven aan de dom zonder bang te hoeven zijn dat er iets gebeurt dat hij of zij werkelijk niet wil. Het gebruik van stopwoorden geeft de dom de mogelijkheid om protesten van de sub zonder stopwoord te negeren, zonder daarbij bang te hoeven zijn om werkelijke 'harde grenzen' van de sub te overschrijden.
Indien door gebruik van een mondknevel of bij wurgseks de sub niet in staat is verbale stopwoorden te geven, dan worden er stopsignalen gebruikt, zoals hand- of hoofdsignalen.
Een stopwoord of stopteken moet voor iedereen eenduidig zijn en makkelijk te onthouden, een woord dat goed herkenbaar is en normaal gesproken niet in de seks wordt gebruikt, bijvoorbeeld tomaat.

## Het stoplichtsysteem
Een praktisch systeem is het stoplichtsysteem. Hierbij wordt gebruik gemaakt van de kleuren van een verkeerslicht:
- Groen: alles goed, ga door, eventueel ook: harder, sneller of meer.
- Oranje: dimmen, zachter of anders
- Rood: direct stoppen, seksspeeltjes losmaken